# Here I Go
«Here I Go» — песня бывшего певца/автор песен Pink Floyd Сида Барретта и шестая по счёту на его сольном альбоме The Madcap Laughs.
Песня рассказывает историю, в которой девушка рассказчика покидает его, потому что «большой коллектив намного лучше» (возможно, бывшая группа Барретта Pink Floyd), чем он сам. Он пытается вернуть её, написав ей песню, но когда он идет к ней домой, чтобы показать её ей, он вместо этого влюбляется в её сестру.

## Запись
Во время записи сессий для The Madcap Laughs 17 апреля 1969 года, Барретт пригласил коллег-музыкантов: барабанщика Humble Pie Джерри Ширли и барабанщика Jokers Wild Вилли Уилсона, хотя в этом случае он играл на басу. Работая на Abbey Road Studio 2, они вместе записали «No Man’s Land». Затем музыканты записали песню, которую Барретт сочинил всего за несколько минут, «Here I Go», которая не требовала слишком много наложений. Сессии для этих двух песен длились всего три часа.
Спустя сорок лет для выпуска An Introduction to Syd Barrett, Дэвид Гилмор добавил к «Here I Go» свои партии баса.

## Участники записи
- Сид Барретт — вокал, акустическая и электрическая гитара

При участии:
- Джерри Ширли[англ.] — ударные
- Вилли Уилсон[англ.] — бас-гитара
- Дэвид Гилмор — бас-гитара (переиздание на An Introduction to Syd Barrett)